# 艾爱国
艾爱国（1950年3月—），男，汉族，湖南攸县人，中国焊接工人，中国共产党党员。曾任湖南省焊接协会监事长。第九届全国人民代表大会代表、中共十五大代表。

## 生平
1950年3月，艾爱国出生在湖南省攸县城关镇，父亲是一名商人。1966年进入湖南煤炭学校，后肄业。1968年，艾爱国参加上山下乡运动成了一名知识青年。1969年，艾爱国进入湘潭钢铁厂建安公司当焊工。1982年，艾爱国考取了气焊合格证、电焊合格证，是当时湘潭市唯一一个持有两证的焊工。1985年6月加入中国共产党。2015年退休。

## 奖项和荣誉

### 奖项
- 国家科学技术进步二等奖（因参加研制新型贯流式高炉风口而得奖）[2]
- 2012年，湖南高技能人才培养名师奖[2]

### 荣誉
- 全国劳动模范[2]
- 全国五一劳动奖章[2]
- 全国三八红旗手[2]
- 1985年，湘潭市劳动模范[2]
- 1998年，全国十大杰出工人[3]
- 2021年，七一勋章[4]